# Adalbert Ehrenfried
Adalbert Ehrenfried (eigentlich Hermann August Ehrenfried; * 22. Mai 1910 in Neckarsulm; † 15. Oktober 2002 in Münster) war ein deutscher Ordensgeistlicher, Theologe und Autor.
Er kam als zwölftes von 13 Kindern des Weingärtners Joseph Karl Ehrenfried und seiner Frau Maria Karolina geb. Ebert zur Welt und besuchte die Volksschule in Neckarsulm und das Fideliskolleg in Bensheim. Nach dem Abitur trat er 1930 in Stühlingen in das Noviziat der Kapuziner ein. An den ordensinternen Hochschulen in Krefeld und Münster studierte er Philosophie und Theologie. Am 20. März 1936 erhielt er in Münster die Priesterweihe. 1941 kam er als Guardian ins Kapuzinerkloster Mainz, wo er sich nach den schweren Schäden durch Luftangriffe Verdienste um den Wiederaufbau machte. 1947 wurde er Pfarrer an der völlig zerstörten Heilig-Kreuz-Kirche in Koblenz-Ehrenbreitstein, wo er ebenfalls den Wiederaufbau vorantrieb. 1955 kam er nach Karlsruhe, wo er 1959 Stadtpfarrer wurde. 1970 wechselte er als Wallfahrtsseelsorger nach Zell am Harmersbach.
Neben seiner seelsorgerischen Tätigkeit veröffentlichte Ehrenfried zahlreiche Schriften. Schwerpunkt seiner Autorentätigkeit waren heimat- und kirchengeschichtliche Schriften aus der Umgebung seiner Heimatstadt Neckarsulm und aus seinem Wirkungsfeld in der Ortenau sowie Kirchenführer und einw Würdigung von Franz Josef Ritter von Buß.
Seine Lebensgeschichte war Gegenstand des 1994 von Bernhard Lott herausgegebenen Buches Barfuß auf dem Weg ins Paradies – Die Lebensgeschichte des Kapuzinerpaters Adalbert Ehrenfried.